# Anmore
Anmore – miejscowość w Kanadzie, w prowincji Kolumbia Brytyjska, usytuowana na północ od Port Moody, wzdłuż brzegu fiordu Indian Arm. Anmore jest jedną z trzech politycznie niezależnych miejscowości (społeczności z populacją poniżej 2,5 tys. osób) w regionie Dystryktu Regionalnego Greater Vancouver. Liczy ok. 2 tys. mieszkańców.